# Я, Алекс Кросс
«Я, Алекс Кросс» (англ. Alex Cross) — американський кримінальний детектив Роба Коена, що вийшов 2012 року. Картина створена на основі роману «Хрест» Джеймса Петтерсона (також був продюсером).
Сценарій картини написали Марк Мосс і Керрі Вільямсон, продюсерами були Білл Блок, Стів Бовен, Рендалл Емметт, Леопольдо Ґает і Пол Генсон. Вперше фільм продемонстрували 15 жовтня 2012 року у Голлівуді, США. В Україні прем'єра відбулась 18 жовтня 2012.

## Сюжет
| Знаменитий детектив Алекс Кросс йде по слідах серійного вбивці, і з подивом виявляє, що почерк злочинця відповідає манері дій безжального маніяка на прізвисько М'ясник. Десять років тому Кросс зірвав виконання одного з його смертельних контрактів, за що М'ясник вбив вагітну дружину поліцейського і безслідно зник. Невже він повернувся? Кросс вступає в смертельну гру. |

## У ролях
| Актор              | Персонаж                                  | Роль                                    |
| ------------------ | ----------------------------------------- | --------------------------------------- |
| Тайлер Перрі       | Алекс Кросс (англ. Alex Cross)            | лейтенант поліції, психіатр             |
| Метью Фокс         | Пікассо (англ. Picasso)                   |                                         |
| Едвард Барнс       | Томмі Кейн (англ. Tommy Kane)             | детектив, колега Алекса                 |
| Жан Рено           | Джіль Мерс'є (англ. Giles Mercier)        | мільярдер, головний виконавчий директор |
| Кармен Іджого      | Марія Кросс (англ. Maria Cross)           | дружина Алекса                          |
| Рейчел Ніколс      | Моніка Аш (англ. Monica Ashe)             | детектив, колега Алекса                 |
| Сіселі Тайсон      | Нана Мама (англ. Nana Mama)               | бабуся Алекса                           |
| Джон Макгінлі      | Річард Бруквелл (англ. Richard Brookwell) | капітан поліції                         |
| Джанкарло Еспозіто | Дарамус Голідей (англ. Daramus Holiday)   |                                         |

## Критика
Фільм отримав загалом негативні відгуки: Rotten Tomatoes дав оцінку 12 % на основі 117 відгуків від критиків (середня оцінка 3,5/10) і 51 % від глядачів із середньою оцінкою 3,2/5 (34,283 голоси), Internet Movie Database — 4,8/10 (11 746 голосів), Metacritic — 30/100 (34 відгуки криків) і 5,1/10 від глядачів (44 голоси).

## Касові збори
Під час показу, що стартував 19 жовтня 2012 року, протягом першого тижня фільм показали у 2,539 кінотеатрах і він зібрав $11,396,768, що на той час дозволило йому зайняти 5 місце серед усіх прем'єр. Показ протривав 77 днів (11 тижнів) і закінчився 3 січня 2013 року, зібравши у прокаті у США $25,888,412, а у світі — $4,464,820, тобто $30,353,232 загалом при бюджеті $35 млн.